# SN 2005cl
SN 2005cl – supernowa typu IIn odkryta 12 czerwca 2005 roku w galaktyce M-01-53-20. W momencie odkrycia miała maksymalną jasność 18,30m.